# Copestylum mustoides
Copestylum mustoides är en tvåvingeart som först beskrevs av Charles Howard Curran 1927.  Copestylum mustoides ingår i släktet Copestylum och familjen blomflugor.
Artens utbredningsområde är Honduras. Inga underarter finns listade i Catalogue of Life.